# Hollandsche Crediet- en Agentuur Maatschappij
De Hollandsche Crediet- en Agentuur Maatschappij (H.C.A.M.) was een naamloze vennootschap die in 1924 te Rotterdam was opgericht. Ze stond daar ingeschreven bij de Kamer van Koophandel. In 1930 verhuisde ze naar Den Haag waar ze werd ingeschreven in het register van de daar gevestigde Kamer van Koophandel. Ze zou in de Tweede Wereldoorlog een belangrijke rol gaan spelen bij het financieren en uitreden van spionageloggers ten dienste van de Duitse Abwehr.

## Marx en Straater
De H.C.A.M. was eigendom van Thomas Morkstein Marx, geboren te Hamburg op 23 februari 1901. Hij was daarvan de directeur-eigenaar. Marx woonde vanaf 1920 in Nederland. Hij had zich niet laten naturaliseren. Wat hij deed om in zijn onderhoud te voorzien, is niet bekend. Zijn onderneming verkeerde in de toenmalige jaren dertig in een sluimertoestand. Evenals de Duitse Kapitänleutnant Friedrich Carl Heinrich Strauch die later zijn pad zou kruisen, was Marx een reserveofficier van het vroegere Duitse leger. Aangenomen mag worden dat Marx en Strauch zich al vóór het begin van de Tweede Wereldoorlog in Nederland hebben beziggehouden met spionage voor Duitsland. Dit zou de wat wankele toestand van zijn onderneming kunnen verklaren.
Marx kwam in 1939 in contact met Antonius Mauritius Hendrikus Straater. Deze sloot vriendschap met Marx en zegde hem voor zijn onderneming financiële steun toe. Blij met deze financiële injectie in zijn H.C.A.M. bood Marx op zijn beurt het directeurschap aan aan Straater. Straater, die voordien bij Philips had gewerkt, was door zijn vrij hoge positie aldaar goed ingevoerd in de productie en distributie van Philips. Hij kreeg voor de H.C.A.M. met zijn kennis van zaken weldra greep op de groothandel in elektriciteitsproducten.

## Marx, Strauch en Straater
Zoals van Strauch is ook van Marx bekend dat hij na zijn officiële oproep voor verplichte indiensttreding belandde bij de Abwehrstelle Wilhelmshaven. Strauch verbleef door zijn handel in tabakken goeddeels in Nederland en had via zijn werk vriendschap gesloten met de Amsterdamse tabakgroothandelaar A.M.J. van Huijstee. Die handel in tabakken betrof vóór de Tweede Wereldoorlog het bovengrondse deel van Strauchs bezigheden; ondergronds had hij als Abwehrmann de opdracht, in de nabije toekomst vanaf de Noordzee te laten spioneren door gebruikmaking van in zee opererende vissersschepen. Deze werden – naast de bemanning – uitgerust met een door de Duitse Abwehr opgeleide en door hen ook bewapende Nederlandse V-Mann.
Strauch had in 1940 besprekingen gevoerd op het Abwehr-hoofdkwartier in Berlijn. Hij kreeg van Berlijn de opdracht, zijn Abwehr-activiteiten minder zichtbaar te maken door deze onder te brengen in een reeds bestaande Nederlandse handelsonderneming. In de zomer van 1941 maakte Strauch kennis met Straater. Het gesprek kwam op de activiteiten van de H.C.A.M. Strauch liet blijken geïnteresseerd te zijn in de onderneming van Straater. Hij stelde hem voor, de H.C.A.M. "flink op te blazen en dan te zullen zien dat er goud te verdienen is." Strauch had de boodschap van Berlijn goed begrepen en bij deze H.C.A.M. zag hij een levensgrote kans.
De onderneming blijkt vanaf toen – door toedoen van Straater en door Strauch op de achtergrond – te zijn ontwaakt uit haar sluimer. Straater die eerder bij Philips in Eindhoven had gewerkt en nog veel relaties had in dit wereldje, bracht met zijn kennis leven in de brouwerij. Hij introduceerde – met als handelsmerk H.C.A.M. – de, bij Philips en anderen gefabriceerde, gloeilampen op de markt. Met name de Wehrmacht en de Kriegsmarine werden dankzij de Abwehr – via Strauch – goede afnemers.

## Parlevliet en de visserij
De NSB'er L. Parlevliet, eigenaar van het eenmansbedrijf Rederij L. Parlevliet Nz. te IJmuiden en reeds vóór de oorlog bevriend met Strauch, vroeg in de aanloop naar 1941 aan de laatste om geld en extra faciliteiten voor zijn in desolate toestand verkerende IJM 86. De zeevisserij kende in die tijd strikte beperkingen. Strauch, maar in wezen de H.C.A.M., leende Parlevliet in april 1941 f. 3.500.- voor diens IJM 86 en zegde verdere medewerking toe. Strauchs tegenvoorwaarde was echter dat de Abwehr aan Parlevliets schepen V-Männer mocht toevoegen die als marconisten werkzaam zouden zijn voor Strauchs maritieme spionage. Parlevliet accepteerde en het begrip spionagelogger was daarmee een feit. Het is opmerkelijk dat op het hele gebeuren rond Parlevliet en de H.C.A.M. geen schriftelijke vastlegging is gevolgd, eens temeer vreemd omdat A.M.J. van Huijstee, een goede vriend van Strauch en een commissaris van de H.C.A.M., voorts in privé f. 4.000.- als lening toevoegde voor het opknappen van de IJM 86. Parlevliet kreeg de gevraagde voorrechten en de H.C.A.M. als tegenprestatie inzage in de boeken van de Rederij L. Parlevliet Nz. Voor die inzage werd A. Groen, voormalig boekhouder van de tabaksgroothandel van A.M.J. van Huijstee, ingezet bij de H.C.A.M.
Strauch had door zijn lange verblijf in Nederland (en door zijn huwelijk met een Nederlandse) een vriendenkring opgebouwd, afkomstig uit de beau monde van Amsterdam, Bloemendaal, Overveen en Zandvoort. Daar ook vond hij een viertal bekenden – waaronder de bewuste Amsterdamse tabaksmakelaar Van Huijstee – bereid om, evenals Strauch zelf, financieel deel te nemen in de H.C.A.M. Los van de toegenomen levering van grote partijen gloeilampen en elektrische materialen voor auto's aan de Kriegsmarine en de Wehrmacht werden nu ook de zeevisserij en de maritieme spionage een factor van belang.
Parlevliet stelde zijn schepen beschikbaar vanwege de aantrekkelijke voorwaarden waaronder hij kon laten vissen. Brandstof voor zijn schepen werd om niet geleverd door de Kriegsmarine, uitvarende schepen waren niet gebonden aan tijd en voorts gold voor schepen niet de beperking tot slechts drie mijlen uit de kust te mogen vissen. Daartegenover stond dat een door de Abwehr opgeleide – en tevens door de Abwehr bewapende – V-Mann op Parlevliets vissersvloot zou meevaren om als marconist vanuit zee waarnemingen door te seinen. De Hafenüberwachungsstelle te IJmuiden was geheel op de hoogte van de maritieme Noordzee-operaties van de Abwehr terwijl daarentegen de Nederlandsche Visscherijcentrale – schijnbaar invloedrijk en de situatie kennend – machteloos toezag. De aangevoerde vangsten doorliepen overigens de reguliere veiling en er werden geen barrières aangetroffen.

## Maatschap Sursum Corda
Het raakvlak van de H.C.A.M. met de visserij werd nog duidelijker toen de kleine IJmuidense Rederij Schipper & Van den Oever – waarvan P. Schipper zowel reder als een voor Strauch werkende V-Mann was – zich bij monde van deze Schipper bij Strauch vervoegde. Schipper bezat eerder een schip, de houten kotter IJM 209 die echter op 20 juni 1941 door geallieerde vliegers tot zinken was gebracht. Nu wilde hij samen met zijn compagnon Jacobus van den Oever voor fl. 12.000.- een ander schip kopen maar hij vroeg aan Strauch, hen fl. 6.000.- te willen lenen. Echter niet Strauch maar de schaduwonderneming H.C.A.M. – hier een vluchthaven voor de Abwehr – stapte erin voor 50% terwijl de beide reders ieder voor 25% investeerden. Het betrof de IJM 3. Deze werd ondergebracht in de speciaal daarvoor in het leven geroepen Maatschap Sursum Corda. Het benodigde geld werd in een Haags hotel door Strauch, samen met H.C.A.M.-directeur Straater, overhandigd. Ook aan dit schip werd een V-Mann als marconist toegevoegd.

## Maatschap Mercurius
In juli 1941 kochten de reders Schipper en Van den Oever de IJM 223 en de IJM 225. Mede voor de reeds genoemde Van Huijstee – en dit vanwege zijn financiële deelname buiten de H.C.A.M. en Strauch om – werd de Maatschap Mercurius opgericht voor de IJM 225. Daarin namen én de twee reders én de H.C.A.M. én de aandeelhouder Van Huijstee ieder voor 25% deel. In de loop van 1943 toen de visserij op de Noordzee door oorlogsomstandigheden op haar eind ging lopen, werd de visserijtak van de H.C.A.M. op non-actief gesteld. De Maatschap Sursum Corda werd op 30 september 1943 opgeheven. De Maatschap Mercurius hield op te bestaan op 30 juni 1944. Strauch kreeg overigens medio 1943 een overplaatsing naar het buitenland.

## Organisation Todt
Voorafgaand aan dat alles was de IJM 3 met aan boord de mede-reder Jacobus van den Oever in augustus 1941 naar zee vertrokken maar het schip werd tijdingloos. Vanwege het feit dat een der reders voortaan zou ontbreken, werd Straater bij die rederij benoemd tot Verwalter. Toen op 22 maart 1942 de tweede reder, Pieter Schipper, om onbekende redenen de wijk nam naar Engeland, zat Straater als Verwalter, zonder kennis van zaken maar wél met de verantwoordelijkheid, ineens opgescheept met de twee schepen. Uiteraard waren ook op deze schepen steeds V-Männer actief geweest. Tot diens geluk werd Straater benaderd door de Organisation Todt, de op militaire leest geschoeide werkmaatschappij die versterkingswerken voor het Duitse leger aanlegde. Deze wilde een bedrijfstak Visserij opstarten en kocht een schip over van de Verwalter Straater. Het andere schip ging naar de Zwolse rederij Dolfijn. Toen de Organisation Todt zich meldde voor opnieuw twee schepen, zocht en vond Straater via een tussenpersoon in Urk twee schepen die aan de Organisation Todt konden worden geleverd.

## Nieuwe partner
In de loop van 1944 en los van de visserij deed Straater opgaaf van "Nezolid", een vennootschap in oprichting. De H.C.A.M. en een chemisch-technisch bureau vormden nu samen de vennootschap "Nezolid". Voor de H.C.A.M. trad op 15 oktober 1945 de laatste bezigheid in werking: de onderneming werd opgeheven. Straater werd geïnterneerd. Hij overleed in Londen op 25 juli 1973. Marx werd uitgezet uit Nederland. Hij blijkt op 26 januari 1950 te zijn vertrokken naar het Amerikaanse Salt Lake City. Verdere gegevens daaromtrent zijn niet bekend.